# John Sandfield Macdonald
John Sandfield Macdonald (12 de diciembre de 1812 - 1 de junio de 1872) fue el primer primer ministro de Ontario, Canadá, después de la creación de la provincia como resultado de la confederación canadiense en 1867. Fue a la vez primer ministro y fiscal general de Ontario del 15 de julio de 1867 al 20 de diciembre de 1871.
Antes de la Confederación, fue miembro de la Asamblea Legislativa de la provincia del Canadá durante todo su existencia, o sea de 1841 a 1867.
- Datos: Q938623
- Multimedia: John Sandfield Macdonald / Q938623